# 茶馆 (话剧)
《茶馆》是老舍于1956至1957年间创作完成的三幕话剧，1957年7月《收获》杂志创刊号上发表。《茶馆》是老舍的代表作。

## 剧情
剧中以北京裕泰大茶馆为背景，描写出没其中的社会各色人物。通过在清朝末年、军阀割据时期、抗日战争胜利后这三个历史时期五十来年中茶馆中各色人物生活上的变迁，反映社会的变迁，回眸中华人民共和国成立前的社会生活，从侧面反映旧时代的社会面貌。

## 演出情况
《茶馆》于1958年3月29日由北京人民艺术剧院在北京的首都剧场首演，导演是焦菊隐和夏淳。此剧历经数十年经久不衰。成为北京人民艺术剧院的经典保留剧目。1992年7月16日，在北京人民艺术剧院建院40周年时，老版本《茶馆》在首都剧场演出了第374场，成为告别演出。
1999年10月12日，北京人民艺术剧院以全新阵容重新排演的《茶馆》在首都剧场公演，导演是林兆华。至2004年5月27日该剧已经演出500场。2005年恢复了焦菊隐版演出。2010年3月10日该剧演出第600场。
2017年7月21日，王翀在薪传实验剧团导演了《茶馆2.0》。44个演员面对11个演员进行表演，在完全保留老舍台词的情况下，完全颠覆了演出。戏里没有出现茶和旧社会，观众看到的是当代北京某个高中三年的教室生活。该剧在仅有5场演出、55名观众的情况下，斩获壹戏剧大赏最佳小剧场戏剧奖。
同年，四川人民艺术剧院和川籍导演李六乙将《茶馆》改编成四川话版。
2019年孟京輝版茶館以全面改造台詞和背景並將劇本搬到未來世界的後現代手法演出，所获评价褒贬不一，多場有觀眾起立叫罵要求退票成為中國文藝圈當年度大事，亦有評論認為藝術創作有時不符合多數人口味但應該給予空間。

## 翻译
2015年7月17日，《茶馆》的泰文译本于中国驻泰国大使馆发行，由诗琳通公主翻译。